# Trofeo Reyno de Navarra
El Trofeo Reino de Navarra (Trofeo Ciudad de Pamplona hasta el año 2006) es una competición veraniega de fútbol organizada por el Club Atlético Osasuna. Se celebra en el Estadio El Sadar de Pamplona a finales de agosto. La última edición enfrentó en 2011 al equipo local y al Racing de Santander, y finalizó con el resultado de 3-0 a favor de Osasuna.

## Historia
El torneo se disputó por vez primera en 1967. Tras un año de ausencia volvió a celebrarse en 1969, pero no fue hasta 1978 cuando comenzó a disputarse de forma casi ininterrumpida hasta la actualidad. Únicamente en los años 1996, 1997, 1999, 2003 y 2012 la competición no se celebró.

## Sistema de competición
Hasta 1983, el torneo enfrentaba a tres participantes que competían en un triangular. La excepción tuvo lugar en 1978, cuando Osasuna se enfrentó al Club Deportivo Logroñés. Desde 1984 el campeón del torneo se decide a partido único.

## Equipos participantes
| Club                          | País         | Participaciones |
| ----------------------------- | ------------ | --------------- |
| CA Osasuna                    | España       | Todas           |
| Real Sociedad                 | España       | 5               |
| Athletic Club                 | España       | 2               |
| Real Racing Club de Santander | España       | 2               |
| Real Zaragoza                 | España       | 2               |
| Vitória SC                    | Portugal     | 2               |
| Club Nacional de Montevideo   | Uruguay      | 2               |
| Real Sporting de Gijón        | España       | 2               |
| Atlético Mineiro              | Brasil       | 1               |
| Cruzeiro EC                   | Brasil       | 1               |
| SE Palmeiras                  | Brasil       | 1               |
| Santos FC                     | Brasil       | 1               |
| Selección de fútbol de China  | China        | 1               |
| Al-Ahly                       | Egipto       | 1               |
| Deportivo Alavés              | España       | 1               |
| Deportivo de la Coruña        | España       | 1               |
| RCD Espanyol                  | España       | 1               |
| CD Logroñés                   | España       | 1               |
| RCD Mallorca                  | España       | 1               |
| Real Oviedo                   | España       | 1               |
| CF Valencia                   | España       | 1               |
| Újpest FC                     | Hungría      | 1               |
| Southhampton FC               | Inglaterra   | 1               |
| Pachuca CF                    | México       | 1               |
| Tecos FC                      | México       | 1               |
| SBV Vitesse                   | Países Bajos | 1               |
| Legia Warszawa SA             | Polonia      | 1               |
| FC Torpedo Moskva             | Rusia        | 1               |
| FC Shakhtar Donetsk           | Ucrania      | 1               |
| CA Peñarol                    | Uruguay      | 1               |

## Palmarés
| Año  | Campeón                | Resultado   | Subcampeón                    | Tercer clasificado |
| ---- | ---------------------- | ----------- | ----------------------------- | ------------------ |
| 1967 | Real Zaragoza          | Triangular  | CA Osasuna                    | Vitória SC         |
| 1969 | CA Osasuna             | Triangular  | RCD Mallorca                  | Vitória SC         |
| 1978 | CA Osasuna             | 4 - 1       | CD Logroñés                   |                    |
| 1979 | Real Sporting de Gijón | Triangular  | Real Sociedad                 | CA Osasuna         |
| 1980 | CA Osasuna             | Triangular  | Real Sporting de Gijón        | Athletic Club      |
| 1981 | Real Sociedad          | Triangular  | Real Zaragoza                 | CA Osasuna         |
| 1982 | CA Osasuna             | Triangular  | RCD Espanyol                  | Selección China    |
| 1983 | Santos FC              | Triangular  | Real Racing Club de Santander | CA Osasuna         |
| 1984 | CA Osasuna             | 2 - 2 (pen) | Southampton FC                |                    |
| 1985 | CA Osasuna             | 4 - 2       | Újpest FC                     |                    |
| 1986 | Cruzeiro EC            | 3 - 2       | CA Osasuna                    |                    |
| 1987 | CA Osasuna             | 0 - 0 (pen) | Club Nacional de Montevideo   |                    |
| 1988 | CA Osasuna             | 3 - 0       | Tecos FC                      |                    |
| 1989 | CA Osasuna             | 1 - 0       | SE Palmeiras                  |                    |
| 1990 | CA Osasuna             | 2 - 1       | Atlético Mineiro              |                    |
| 1991 | CA Osasuna             | 1 - 0       | FC Torpedo de Moscú           |                    |
| 1992 | CA Osasuna             | 0 - 0 (pen) | Nacional de Montevideo        |                    |
| 1993 | CA Osasuna             | 2 - 1       | Valencia CF                   |                    |
| 1994 | Real Sociedad          | 4 - 2       | CA Osasuna                    |                    |
| 1995 | CA Osasuna             | 2 - 2 (pen) | Real Oviedo                   |                    |
| 1998 | CA Osasuna             | 2 - 1 (pen) | Deportivo Alavés              |                    |
| 2000 | Athletic Club          | 1 - 1 (pen) | CA Osasuna                    |                    |
| 2001 | Real Sociedad          | 4 - 1       | CA Osasuna                    |                    |
| 2002 | Pachuca CF             | 1 - 1 (pen) | CA Osasuna                    |                    |
| 2004 | CA Osasuna             | 1 - 0       | Al-Ahly                       |                    |
| 2005 | CA Osasuna             | 2 - 0       | CA Peñarol                    |                    |
| 2006 | CA Osasuna             | 1 - 0       | FC Shakhtar Donetsk           |                    |
| 2007 | CA Osasuna             | 1 - 1 (pen) | Legia de Varsovia             |                    |
| 2008 | CA Osasuna             | 4 - 0       | SBV Vitesse                   |                    |
| 2009 | CA Osasuna             | 4 - 2       | Deportivo de la Coruña        |                    |
| 2010 | Real Sociedad          | 1 - 0       | CA Osasuna                    |                    |
| 2011 | CA Osasuna             | 3 - 0       | Real Racing Club de Santander |                    |

## Títulos por clubes
| Equipo                 | Títulos |
| CA Osasuna             | 22      |
| Real Sociedad          | 4       |
| Real Zaragoza          | 1       |
| Real Sporting de Gijón | 1       |
| Santos FC              | 1       |
| Cruzeiro EC            | 1       |
| Athletic Club          | 1       |
| Pachuca CF             | 1       |